# Allexis zygomorpha
Espèce
Synonymes
- Allexis zygomorpha Achound. & Onana (préféré par NCBI)[2]
- Allexis zygomorpha[2]

Allexis zygomorpha est une espèce de plantes à fleurs de la famille des Violaceae et du genre Allexis, endémique du Cameroun.

## Étymologie
Son épithète spécifique zygomorpha fait référence à ses fleurs zygomorphes (ou monosymétriques). C'est en effet la seule espèce du genre Allexis à en posséder.

## Description
Il s'agit d'un arbre pouvant atteindre 10 m de hauteur.

## Habitat et distribution
Son habitat est celui des forêts côtières de basse et moyenne altitude.
Endémique du Cameroun, relativement rare, elle a été récoltée dans la Région du Littoral , entre Édéa et Kribi, ainsi que dans celle du Sud, notamment à Bipaga, Akok près de Campo et Bidou II.